# 中九州観光 (バス事業者)

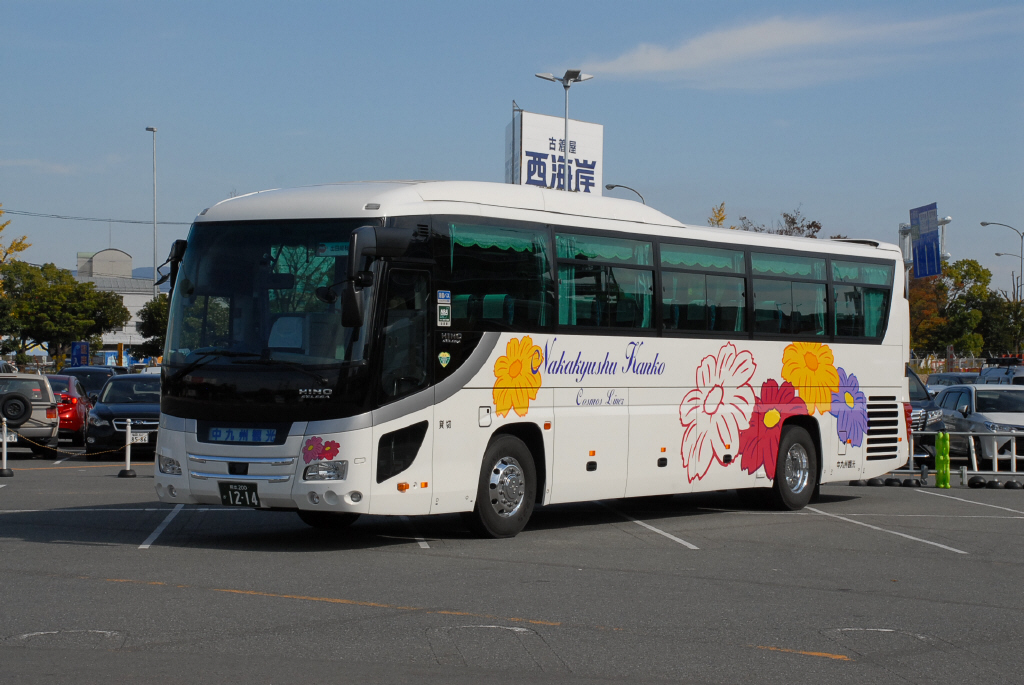
貸切バス

有限会社中九州観光（ゆうげんがいしゃなかきゅうしゅうかんこう）は、熊本県宇城市小川町に本社を置くバス事業者である。
貸切バス事業のほか、一時期路線バスを運行していたこともある。

## 沿革
- 1984年10月11日 - 下益城郡小川町（現・宇城市）に設立・
- 2006年6月6日 - 宇城市 - 熊本空港『コスモスライナー』運行開始[1]。
- 2007年4月 - 小川駅とダイヤモンドシティ・バリュー（当時）を結ぶ循環バスの運行開始。
- 2007年6月5日 - 『コスモスライナー』運行休止[1]。

## 路線バス
小川駅 - イオンモール循環コミュニティバス
- 2007年4月より運行開始した宇城市から委託のコミュニティバス路線。
- 運行経路は下記の通り（2025年3月現在）[2]。

JR小川駅前 → 明治乳業小川販売所前（市営松の本団地入口） → なごみ温泉やすらぎの湯前 → TOHOシネマズ宇城 → 本棟エントランス前 → 市立ふれあいスポーツセンター前 → クリーニングおのかみや前 → JR小川駅前
- 運行時間はJR小川駅前起点で「9:35 - 20:05」までの出発便、30分から1時間の間隔で運行[2]。

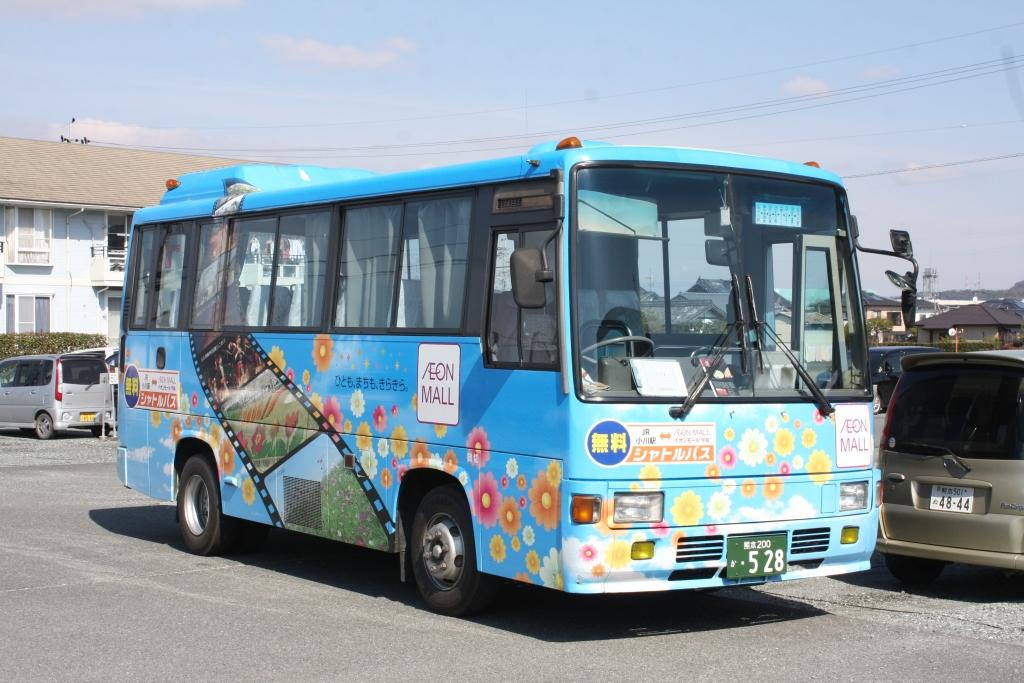
イオンモール宇城無料シャトルバス（2013年2月、初代）

### 過去
コスモスライナー（ダイヤモンドシティ・バリュー - 熊本空港）
- 2006年6月から1年間、宇城市と熊本空港連絡バスを宇城市から委託運行していたバス路線だった。

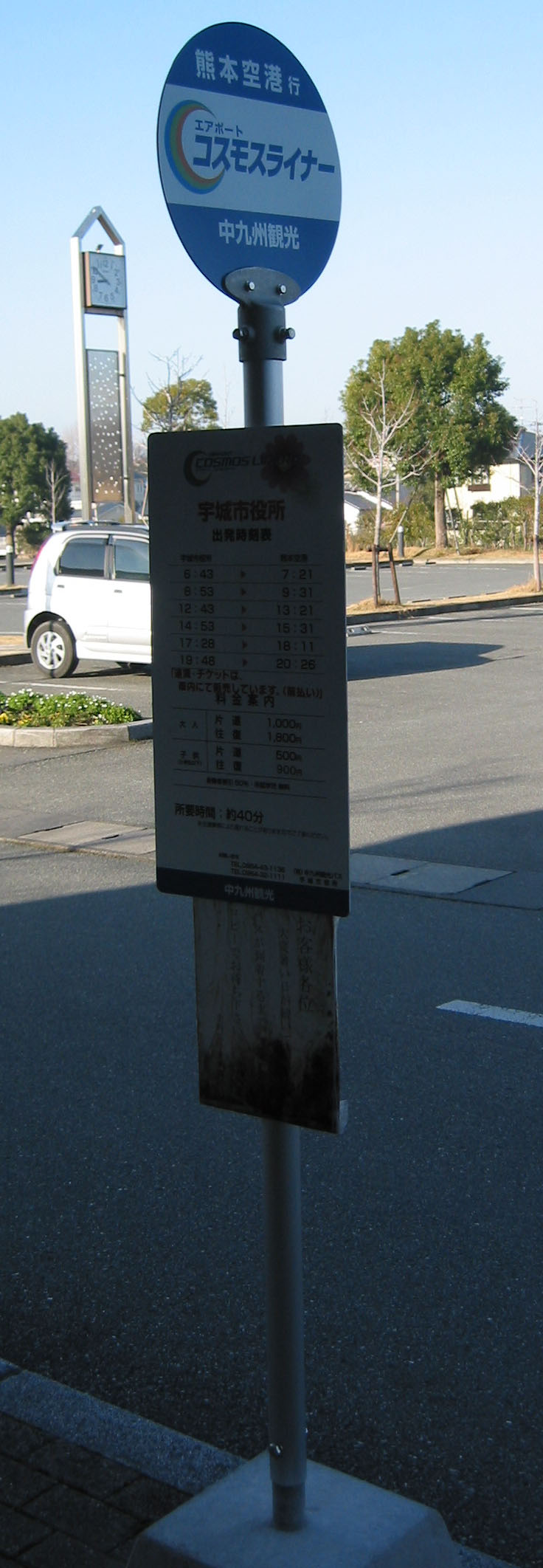
コスモスライナーのバス停

- 運行当時の経路は下記の通りでバス停は下記太字文の3箇所だけだった

ダイヤモンドシティ・バリュー - 宇城市役所（- 松橋IC－＜九州自動車道＞－益城熊本空港IC）－熊本空港
※ ダイヤモンドシティ・バリューと宇城市役所の区間乗降は不可だった。
- 運賃は片道1,000円、往復1,800円（小学生以下半額）だった。

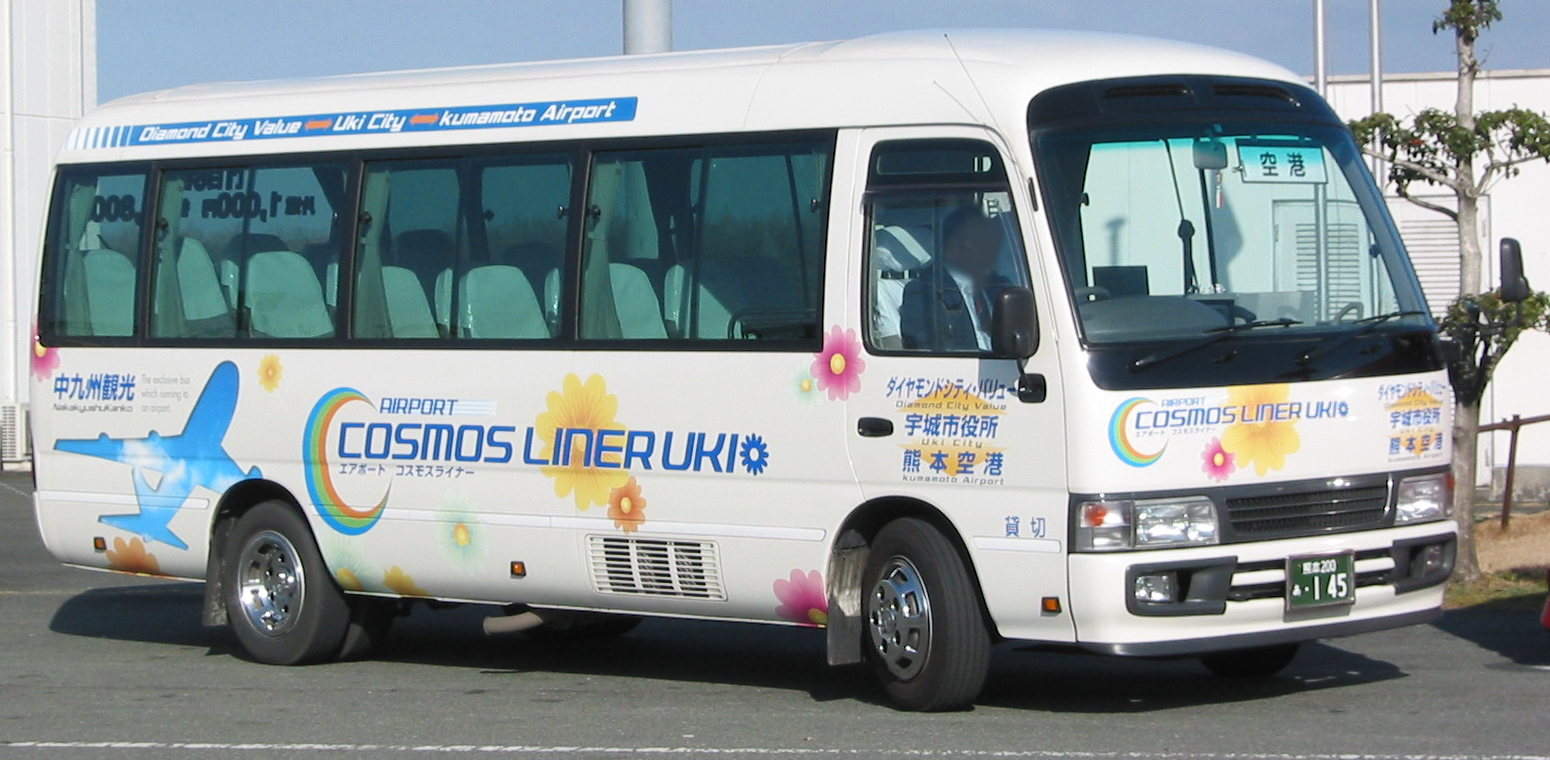
コスモスライナーの車両
（運行休止後、貸切バスに転用したのち「イオンモール循環バス」の車両になる）